# The Curse of Oak Island
The Curse of Oak Island (Oak Islands förbannelse) är en dokusåpaserie som först hade sin premiär i Kanada på den kanadensiska tv-kanalen History Television den 5 januari 2014. Serien handlar om det som kallas Mysteriet på Oak Island och handlar om ansträngningar för att hitta historiska artefakter och skatter.

## Översikt
The Curse of Oak Island följer bröderna Marty och Rick Lagina, ursprungligen från Kingsford, Michigan, som försöker finna den påstådda skatten eller de historiska artefakter som tros ska finnas på Oak Island.  

### Bakgrund
Marty och hans bror Rick har blivit mycket intresserade av Oak Island Tours, som enligt uppgift äger större delen av ön. Bröderna kontaktades senare av Prometheus Entertainment för att göra en realityshow. Rick och Marty har fått hjälp av far och son Dan och Dave Blankenship, som bor permanent på ön. De har också sökt efter skatten sedan 1960-talet. Dan Blankenship dog den 17 mars 2019, vid 95 års ålder.

### Teorier
Serien utvärderar olika teorier om Oak Island och man gör antaganden efter samtal med fristående forskare. En person som medverkar är Zena Halpern, som diskuterar sin teori om nordafrikanskt guld och delar ut kopior av en fransk karta över ön, som hon påstår är daterad från 1347. Andra är J. Hutton Pulitzer, som diskuterar sin teori om besök av forna tiders sjömän och Petter Amundsen, som diskuterar sin teori om koder som är gömda i William Shakespeares samlade verk och ett hemligt projekt som Francis Bacon och Rosenkreuzarna ska ha deltagit i. Författarna Kathleen McGowen och Alen Butler diskuterar sin teori som handlar om den uppdiktade Tempelherreordens skatt och en påstådd omflyttning av historiska religiösa artefakter till ön. John O'Brien diskuterar sin teori om att det finns skatter på ön från aztekernas rike. Det har också föreslagits av Zena Halpern, utan bevis, att Tempelherreorden dyrkade den feniciska gudinnan Tanit.

## Säsongsöversikt
| Serie | Serie | Avsnitt | Avsnitt | Originalvisning       | Originalvisning      |
| Serie | Serie | Avsnitt | Avsnitt | Första sändningsdatum | Sista sändningsdatum |
| ----- | ----- | ------- | ------- | --------------------- | -------------------- |
|       | 1     | 5       | 5       | 5 januari 2014        | 9 februari 2014      |
|       | 2     | 10      | 10      | 4 november 2014       | 13 januari 2015      |
|       | 3     | 13      | 13      | 10 november 2015      | 2 februari 2016      |
|       | 4     | 16      | 16      | 15 november 2016      | 21 februari 2017     |
|       | 5     | 18      | 18      | 7 november 2017       | 6 mars 2018          |
|       | 6     | 22      | 22      | 13 november 2018      | 7 maj 2019           |
|       | 7     | TBA     | TBA     | 2 november 2019       | TBA                  |